# Mała Mnichowa Baba

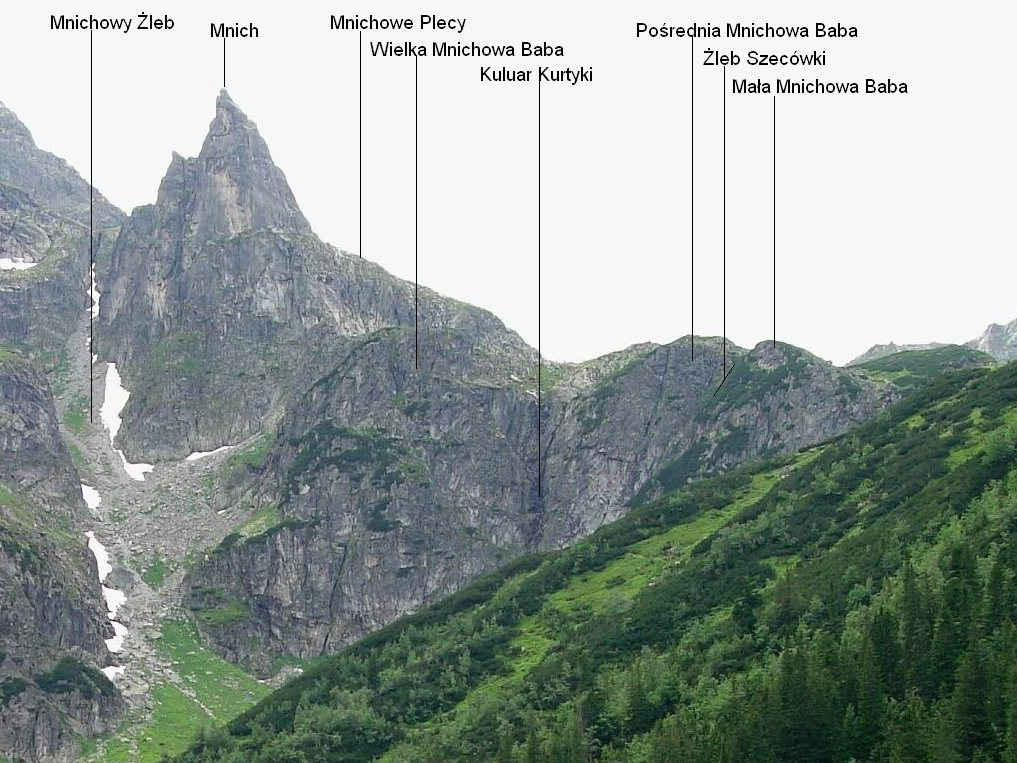

Mała Mnichowa Baba – ściana opadająca z Mnichowego Tarasu do Nadspadów w Dolinie za Mnichem w polskich Tatrach Wysokich. Jest najdalej na zachód wysuniętą z trzech Mnichowych Bab. Od Pośredniej Mnichowej Baby oddziela ją Żleb Szecówki.
Nazwy Mnichowych Bab wprowadził Władysław Cywiński w 8 tomie przewodnika Tatry. Przez długi czas taternicy omijali ich ściany, ostatnio jednak stały się one bardzo popularnym obiektem wspinaczki, głównie zimą. Znajdują się blisko Schroniska PTTK nad Morskim Okiem, mają krótkie i na ogół bezpieczne dojścia i zejścia. Można się tutaj wspinać nawet przy bardzo złej pogodzie, nawet przy dużym zagrożeniu lawinowym. Zagrożony lawinami jest tylko odcinek o długości około 100 m między podstawą ścian a dnem Nadspadów.
Mała Mnichowa Baba w widoku z boku ma kształt szerokiego trapezu. Prowadzą nią dwie drogi wspinaczkowe: 
- Środkową częścią ściany Małej Mnichowej Baby (WC Baba); IV w skali tatrzańskiej, 2 godz.[1]
- Wschodnią grzędą Małej Mnichowej Baby; II, jedno miejsce III, 1 godz.[1]